# Gaoqiao (socken i Kina, Hunan, lat 27,55, long 113,23)
Gaoqiao (kinesiska: 高桥, 高桥乡) är en socken i Kina. Den ligger i provinsen Hunan, i den södra delen av landet, omkring 76 kilometer söder om provinshuvudstaden Changsha. Antalet invånare är 25538. Befolkningen består av 12 305 kvinnor och 13 233 män. Barn under 15 år utgör 15,0 %, vuxna 15-64 år 71 %, och äldre över 65 år 13,0 %.
Genomsnittlig årsnederbörd är 1 875 millimeter. Den regnigaste månaden är maj, med i genomsnitt 330 mm nederbörd, och den torraste är oktober, med 39 mm nederbörd.